# Восточногималайские альпийские луга и кустарники

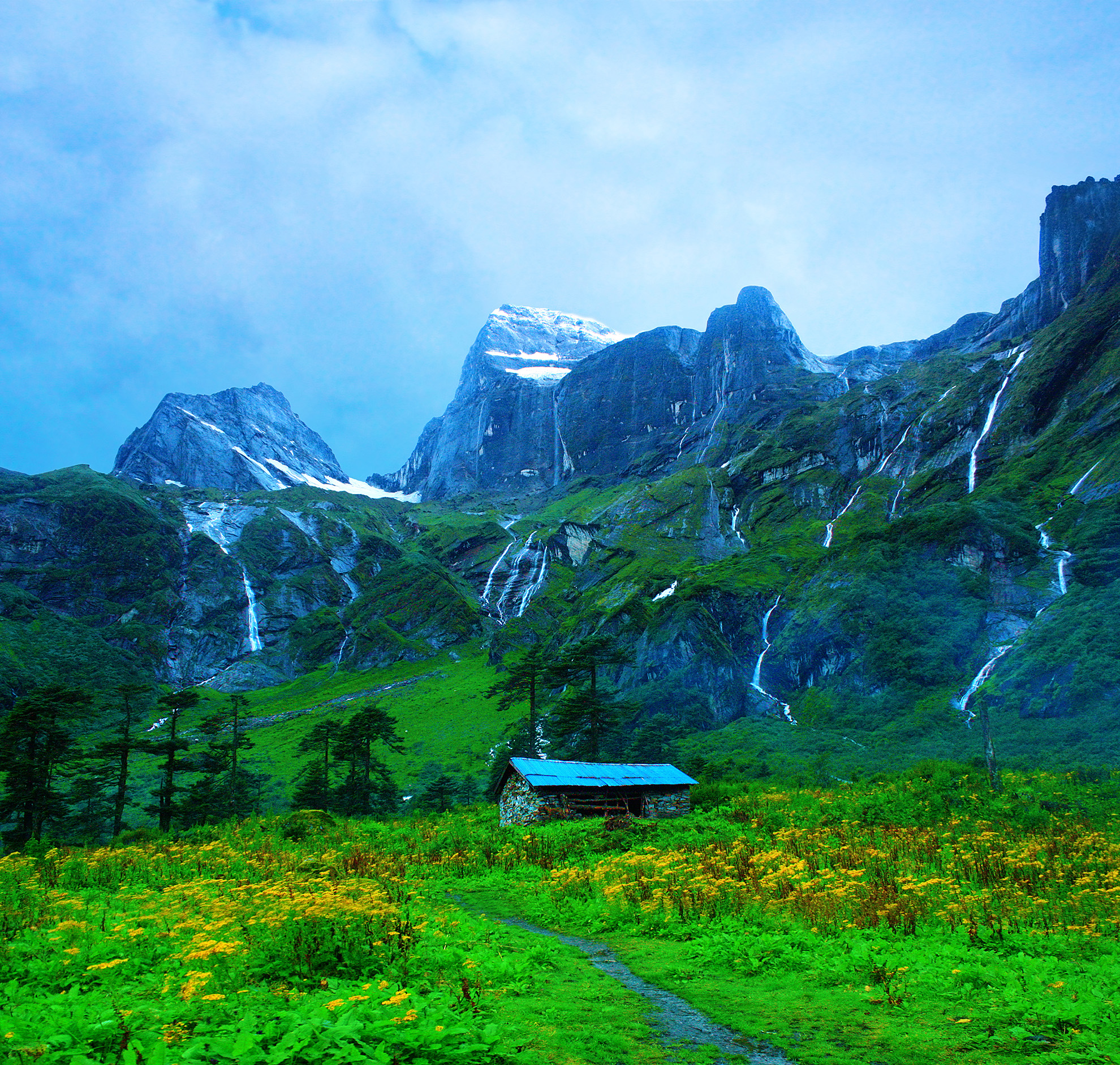
Типичный ландшафт восточногималайских альпийских лугов и кустарников. Долина Барун

Восто́чногимала́йские альпи́йские луга́ и куста́рники — экорегион в Бутане, Китае, Индии, Мьянме и Непале, который лежит между линией деревьев и снеговой линией в восточной части Гималайского хребта.
Восточногималайские альпийские луга и кустарники занимают площадь 121 300 квадратных километров и простираются вдоль северного и южного склона Гималайского хребта от ущелья Кали Гандаки в центральной части Непала на восток в Тибет и индийские штаты Сикким и Аруначал-Прадеш, Бутан и северную Мьянму.
Восточногималайские альпийские луга и кустарники лежат примерно между 4000 и 5500 метрами над уровнем моря. Выше лежат снега и льды. Восточногималайские субальпийские хвойные леса лежат ниже 3000 метров по южному склону хребта в центральном Непале и Бутане. Северовосточные гималайские субальпийские хвойные леса лежат к югу от хребта в Аруначал-Прадеш, простираясь к северу от хребта в нижней долине реки Брахмапутра и её притоков. Умеренные леса Северного Треугольника лежат к югу от альпийских лугов и кустарников в северной части Мьянмы, альпийские хвойные и смешанные леса ущелья Нуджианг Лангцанг лежат к востоку в ущельях верховий рек Иравади и Салуин.
Сухие степи Ярлунг Цангпо лежат в Тибете в верховьях Брахмапутры, к северу от восточногималайских альпийских лугов и кустарников.

## Флора
Кустарниковая растительность представлена рододендронами, преобладающими на низких высотах, близких к границе леса. Видовое разнообразие рододендронов достаточно широкое и меняется по мере следования вдоль хребта с запада на восток.
На альпийских лугах встречаются разнообразные травянистые растения, включая виды следующих родов: манжетка (Alchemilla), проломник (Androsace), ветреница (Anemone), диапенсия (Diapensia), крупка (Draba), горечавка (Gentiana), недотрога (Impatiens), эдельвейс (Leontopodium), меконопсис (Meconopsis), мытник (Pedicularis), лапчатка (Potentilla), первоцвет (Primula), соссюрея (Saussurea), камнеломка (Saxifraga), очиток (Sedum), и фиалка (Viola). Из кустарников обычны виды рододендронов. 
На верхних склонах среди камней и осыпей растут низкие травы и подушковидные растения.

## Фауна
Мегафауна включает следующие виды млекопитающих: ирбис (Uncia uncia), нахур (Pseudois nayaur), гималайский тар (Hemitragus jemlahicus), такин (Budorcas taxicolor), кабарга гималайская  (Moschus chrysogaster), тибетский горал (Naemorhedus baileyi) и суматранский серау (Capricornis sumatraensis).
Из мелких млекопитающих встречаются гималайский сурок (Marmota himalayana), ласки и пищухи.

## Охрана природы
Некоторые охраняемые районы полностью или частично находятся в пределах экорегиона, в том числе:
- Аннапурна, Непал
- Бумделинг, Бутан
- Диханг-Дибанг, Индия
- Донгджиу, Китай
- Национальный парк Джигме Сингье Вангчука, Бутан
- Национальный парк Джигме-Дорджи, Бутан
- Лангтанг, Непал
- Макалу-Барун, Непал
- Мотуо, Китай
- Сактен, Бутан
- Национальный парк Сагарматха, Непал
- Национальный парк Тхрумшинг[1], Бутан
- Торса, Бутан
- Валонг, Индия